# Xiaoban (köpinghuvudort i Kina, Hubei Sheng, lat 30,61, long 113,22)
Xiaoban (kinesiska: 小板, 小板镇) är en köpinghuvudort i Kina. Den ligger i provinsen Hubei, i den centrala delen av landet, omkring 100 kilometer väster om provinshuvudstaden Wuhan. Antalet invånare är 32 630. Befolkningen består av 15 164 kvinnor och 17 466 män. Barn under 15 år utgör 14,0 %, vuxna 15-64 år 76 %, och äldre över 65 år 8,0 %.
Runt Xiaoban är det tätbefolkat, med 613 invånare per kvadratkilometer. Närmaste större samhälle är Jingling, 12,0 km väster om Xiaoban. Trakten runt Xiaoban består till största delen av jordbruksmark.
Genomsnittlig årsnederbörd är 1 371 millimeter. Den regnigaste månaden är juli, med i genomsnitt 192 mm nederbörd, och den torraste är december, med 18 mm nederbörd.